# Tegelsmora socken
Tegelsmora socken i Uppland ingick i Olands härad, ingår sedan 1974 i Tierps kommun och motsvarar från 2016 Tegelsmora distrikt.
Socknens areal är 111,13 kvadratkilometer varav 104,1 land. År 2000 fanns här 2 010 invånare. Nordöstra delen av tätorten Örbyhus, tätorterna Upplanda och Tobo. Tegelsmora kyrka ligger i socknen. Kyrkby saknas.

## Administrativ historik
Tegelsmora socken omtalas i skriftliga handlingar första gången 1312 ('parochia Thyglismoro'), kyrkan första gången 1285 ('eccleise de Tighlismoru').
Vid kommunreformen 1862 övergick socknens ansvar för de kyrkliga frågorna till Tegelsmora församling och för de borgerliga frågorna bildades Tegelsmora landskommun. Landskommunen uppgick 1952 i Vendels landskommun som 1974 uppgick i Tierps kommun. Församlingen uppgick 2014 i Vendel-Tegelsmora församling.
1 januari 2016 inrättades distriktet Tegelsmora, med samma omfattning som församlingen hade 1999/2000.  
Socknen har tillhört län, fögderier, tingslag och domsagor enligt vad som beskrivs i artikeln Olands härad. Före 1612 tillhörde socken Vendels härad. De indelta soldaterna tillhörde Upplands regemente, Olands kompani och Livregementets dragonkår, Norra Upplands skvadron.

## Geografi
Tegelsmora socken ligger sydost om Tierp norr om Vendelsjön kring Vendelån och sjön Strömaren. Socknen är en flack mossrik skogsbygd med odlingsbygd vid vattendragen.
Byar i Tegelsmora är Bennarby, Berg, Bol, Broddby, Elgarbo, Elsarby, Esarby, Fillsarby, Gyllby, Göksby, Götby, Knutbo, Kråkbo, Käbbebo, Källsby, Larsbo, Mariebo, Persbylånga, Pesarby, Prästarby, Rundbo, Sixarby, Skala, Spjällbo, Stenlösa, Strömma, Tobo, Ulvsbo, Upplanda och Vibo.
I den nordöstra delen tangerar socknen Florarnas naturreservat.

## Fornlämningar
Lösfynd från stenåldern är funna. Sannolikt finns också lämningar i form av rester av medeltida bytomter (t.ex. kring Tobo och Sixarby), samt enstaka hällristningar, gravar och andra lämningar. Merparten av fornlämningarna förefaller höra samman med medeltida eller nyare kolonisation.

## Namnet
Namnet skrevs 1282 Tighlismoru. Efterleden innehåller mor, '(sumpig) granskog'. Förleden är flertydig och kan innehålla ett äldre namn Tighir på Kyrksjön som då innehåller tigla, 'ge ofta och litet åt gången', syftande på fisket i sjön. Alternativt kan det innehålla ett personnamn Tighlir, 'den sparsamme'. Ytterligare en möjlighet är att den innehåller tygel syftande på den långsmala dalgången norr om Kyrksjön.